# 트란스니스트리아 국가보안부

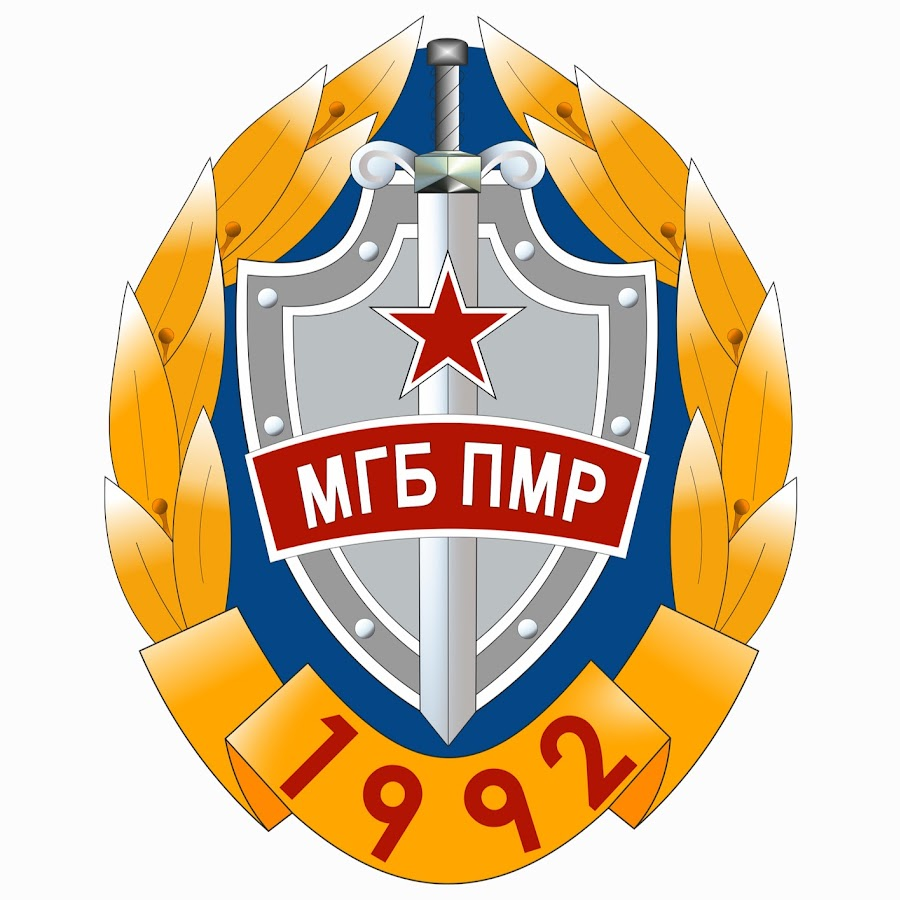
트란스니스트리아 국가보안부 엠블럼

트란스니스트리아 국가보안부(國家保安部, 러시아어: Министерство государственной безопасности Приднестровской Молдавской Республики, МГБ ПМР)는 국제적으로는 몰도바의 일부로 간주되는 트란스니스트리아(PMR)의 정보기구이다. 2016년 이전에는 소련의 정보기구와 같은 이름인 국가보안위원회(KGB)라는 명칭을 쓰고 있었다. 예하에 특수부대인 «델타» 대대(Отдельный батальон специального назначения «Дельта»)를 두고 있다.

## 연혁
- 1992년 9월 8일 PMR 국가보안부(Министерство государственной безопасности ПМР)로서 창설
- 2012년 1월 24일 PMR 국가보안위원회(Комитет государственной безопасности Приднестровской Молдавской Республики}}, КГБ ПМР)로 개칭
- 2016년 12월 10일 PMR 국가보안부(Министерство государственной безопасности Приднестровской Молдавской Республики, МГБ ПМР)로 재개칭

## 역대 수장
- 블라디미르 안튜페예프 중장 (Владимир Юрьевич Антюфеев) - 1992년 9월 8일 ~ 2011년 12월 30일
- 블라디슬라프 피나긴 대령 (Владислав Александрович Финагин) - 2012년 1월 24일 ~ 2013년 5월 17일[1][2]
- 니콜라이 젬초프 대령 (Николай Николаевич Земцов) - 2013년 10월 22일 ~ 2014년 5월 21일
- 미하일 라피츠키 소장 (Михаил Леонидович Лапицкий) - 2014년 5월 21일 ~ 2017년 6월 1일
- 발레리 게보스 소장 (Валерий Дмитриевич Гебос) - 2017년 6월 1일 ~ 현재

## 같이 보기
- 국가보안위원회(KGB)